# Sebastiano Conca

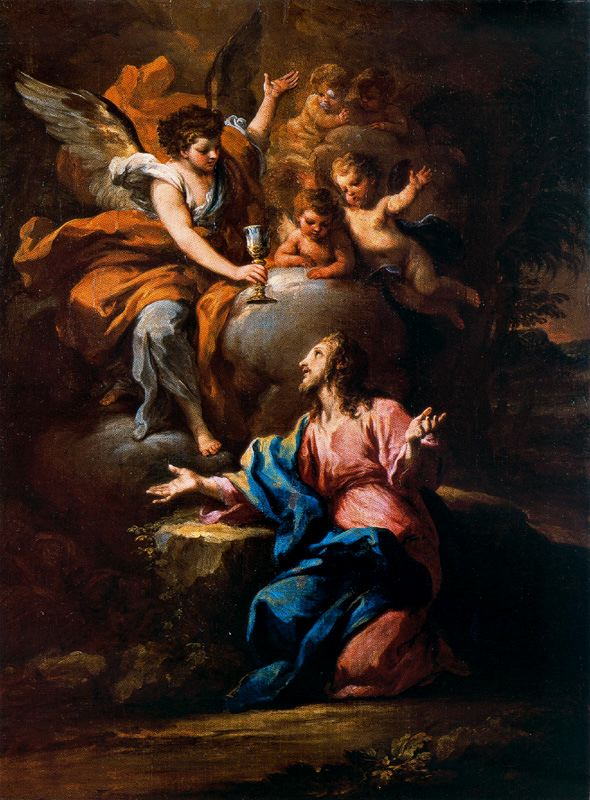
Chrystus w Ogrójcu (1746)

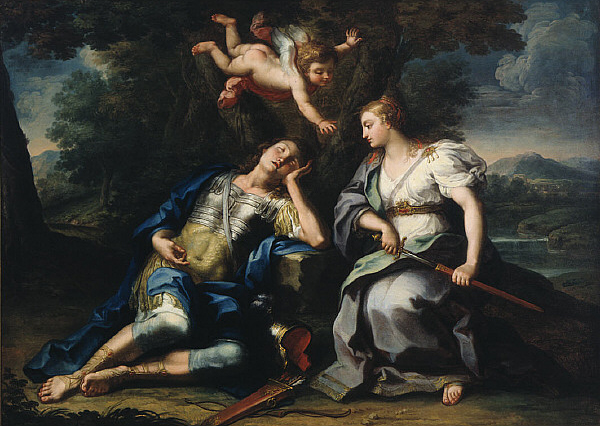
Rinaldo i Armida

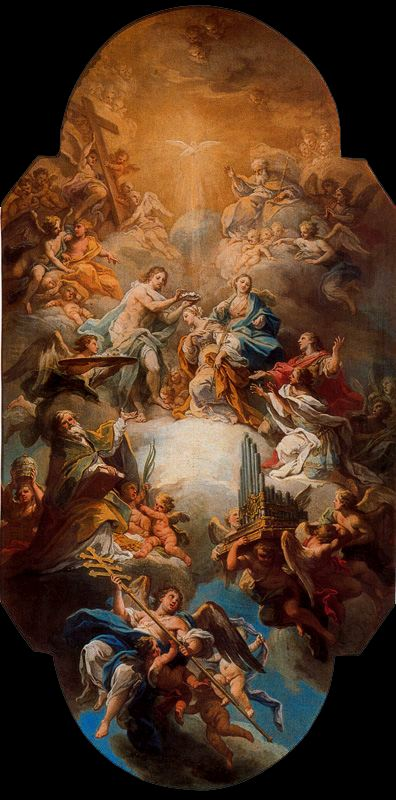
Gloryfikacja św. Cecylii

Sebastiano Conca (ur. w 1680 w Gaecie, zm. w 1764 w Neapolu) – włoski malarz okresu baroku.
Uczył się u Francesca Solimeny w Neapolu. W 1709 przeniósł się do Rzymu, gdzie został członkiem Akademii św. Łukasza. Po krótkim pobycie w Turynie w 1751 powrócił na stałe do Neapolu.
Jego uczniami byli m.in. Tommaso Conca i Corrado Giaquinto.

## Wybrane dzieła
- Aleksander Wielki w Świątyni Jerozolimskiej – Madryt, Prado
- Chrystus w Ogrójcu (1746) – Rzym, Pinakoteka Watykańska
- Cud św. Turibia, arcybiskupa Limy (1726) – Rzym, Pinakoteka Watykańska
- Gloryfikacja św. Cecylii – Florencja, Galleria Palatina
- Prezentacja Marii w świątyni - Klasztor Ofiarowania w Świątyni, Monte Argentario
- Madonna ze śpiącym Dzieciątkiem – Sankt Petersburg, Ermitaż
- Opłakiwanie Chrystusa (1746) – Rzym, Pinakoteka Watykańska
- Pokłon pasterzy – Los Angeles, J. Paul Getty Museum
- Pokłon Trzech Króli – Tour, Musée des Beaux-Arts
- Rinaldi i Armida – Saint Louis Art Museum
- Sybilla – Museum of Fine Arts w Bostonie
- Święta Rodzina ze świętymi – Londyn, Dulwich Picture Gallery
- Trójca Święta – Macerata, Kościół św. Pawła[1]